# Dora Baltea
La Dora Baltea (Doire Baltée in francese; Djouiye in patois francoprovenzale valdostano; Deura Bàutia in piemontese) è un fiume dell'Italia settentrionale lungo quasi 170 km, importante affluente di sinistra del Po (il 5º per portata d'acqua dopo Ticino, Adda, Oglio e Tanaro).

## Etimologia
Il nome attuale deriva direttamente dal latino Duria Maior o Duria Bautica. L'idronimo Buthier condivide la stessa etimologia.
Il toponimo Dzouëre è una variante in patois valdostano, in particolare di Saint-Nicolas, presente in letteratura nel dizionario patois-francese di Jean-Baptiste Cerlogne.
L'idronimo dora risale al preindoeuropeo *dura/duria, molto diffuso in Europa (cfr. Duero e Dour), particolarmente frequente in area celtica, ma la derivazione dal celtico non è oggi considerata valida. La voce è continuata anche in alcuni appellativi come il ligure doria dal significato di ‘corso d'acqua’.

## Il corso del fiume
La Dora Baltea nasce in Valle d'Aosta dalla confluenza, presso Entrèves, della Dora di Ferret (proveniente dal ghiacciaio di Pré de Bar in Val Ferret) e della Dora di Vény (dal ghiacciaio del Miage in Val Veny).
Già particolarmente ricca d'acqua, a Pré-Saint-Didier riceve l'acqua della Dora di Verney, attraversa Morgex e La Salle e più a valle riceve il ricco apporto della Dora di Valgrisenche, della Dora di Rhêmes, del torrente Savara e della Grand Eyvia, tutti affluenti sulla destra orografica.
Da qui poi attraversa la parte sud di Aosta ricevendo da sinistra il Buthier e attraversa in seguito vari comuni, tra i quali Saint-Christophe, Nus, Fénis, Châtillon (dove riceve da sinistra il torrente Marmore) e Saint-Vincent dove poi cambia bruscamente direzione puntando verso sud.
Da qui, raggiunge Verrès (ricevendo da sinistra il torrente Évançon), Arnad e Bard, e scorre sotto il ponte di Bard. Prima di attraversare la chiusa di Bard, incassata ai piedi del Forte di Bard, all'altezza di Hône riceve il torrente Ayasse, dalla destra orografica.
A Pont-Saint-Martin, l'ultimo comune della Valle d'Aosta attraversato dal fiume, riceve le acque del Lys da sinistra. Quindi entra in Piemonte.
La Dora attraversa così buona parte del Canavese giungendo in breve a Ivrea, dove, dopo aver attraversato un piccolo e angusto canyon presso il centro della città, viene sbarrata da una lunga diga andando così ad alimentare il Naviglio di Ivrea.
Da qui il fiume, impoverito in parte della sua portata, inizia il suo basso corso di pianura ricevendo poi da destra, nei pressi di Strambino (precisamente nelle campagne della frazione Cerone), il torrente Chiusella.
Con andamento meandriforme si dirige poi pigramente verso il Po confluendovi infine nei pressi di Crescentino.

## Affluenti
I principali affluenti della Dora Baltea sono (partendo dalla sorgente):
- in territorio valdostano:
  - Dora di Verney - affluente di destra, scende dal Vallone di La Thuile e confluisce nei pressi di Pré-Saint-Didier dopo aver attraversato il caratteristico orrido
  - Dora di Valgrisenche - affluente di destra, scende dalla Valgrisenche e confluisce nei pressi di Arvier
  - Dora di Rhêmes - affluente di destra, scende dalla val di Rhêmes e confluisce nel Savara nei pressi di Introd
  - Savara - affluente di destra, scende dalla Valsavarenche e confluisce nei pressi di Villeneuve
  - Grand Eyvia - affluente di destra, scende dalla val di Cogne e confluisce nei pressi di Aymavilles;
  - Buthier - affluente di sinistra, scende dalla Valpelline e confluisce nei pressi di Aosta;
  - Saint-Barthélemy - affluente di sinistra, bagna l'omonimo vallone e confluisce nella Dora a Nus;
  - Torrente Clavalité - affluente di destra, bagna l'omonima valle e confluisce nella Dora a Fénis.
  - Marmore - affluente di sinistra, scende dalla Valtournenche e confluisce nei pressi di Châtillon;
  - Evançon - affluente di sinistra, scende dalla Val d'Ayas e confluisce nei pressi di Issogne (a Fleuran);
  - Ayasse - affluente di destra, scende dalla valle di Champorcher e confluisce a Hône;
  - Lys - affluente di sinistra, scende dalla valle del Lys e confluisce nei pressi di Pont-Saint-Martin;
- in territorio piemontese:
  - Chiusella - affluente di destra, scende dalla Valchiusella e confluisce nei pressi di Strambino.
  - Assa - affluente di destra, scende dalla Valchiusella, precisamente dal territorio di Brosso.

## Regime idrologico

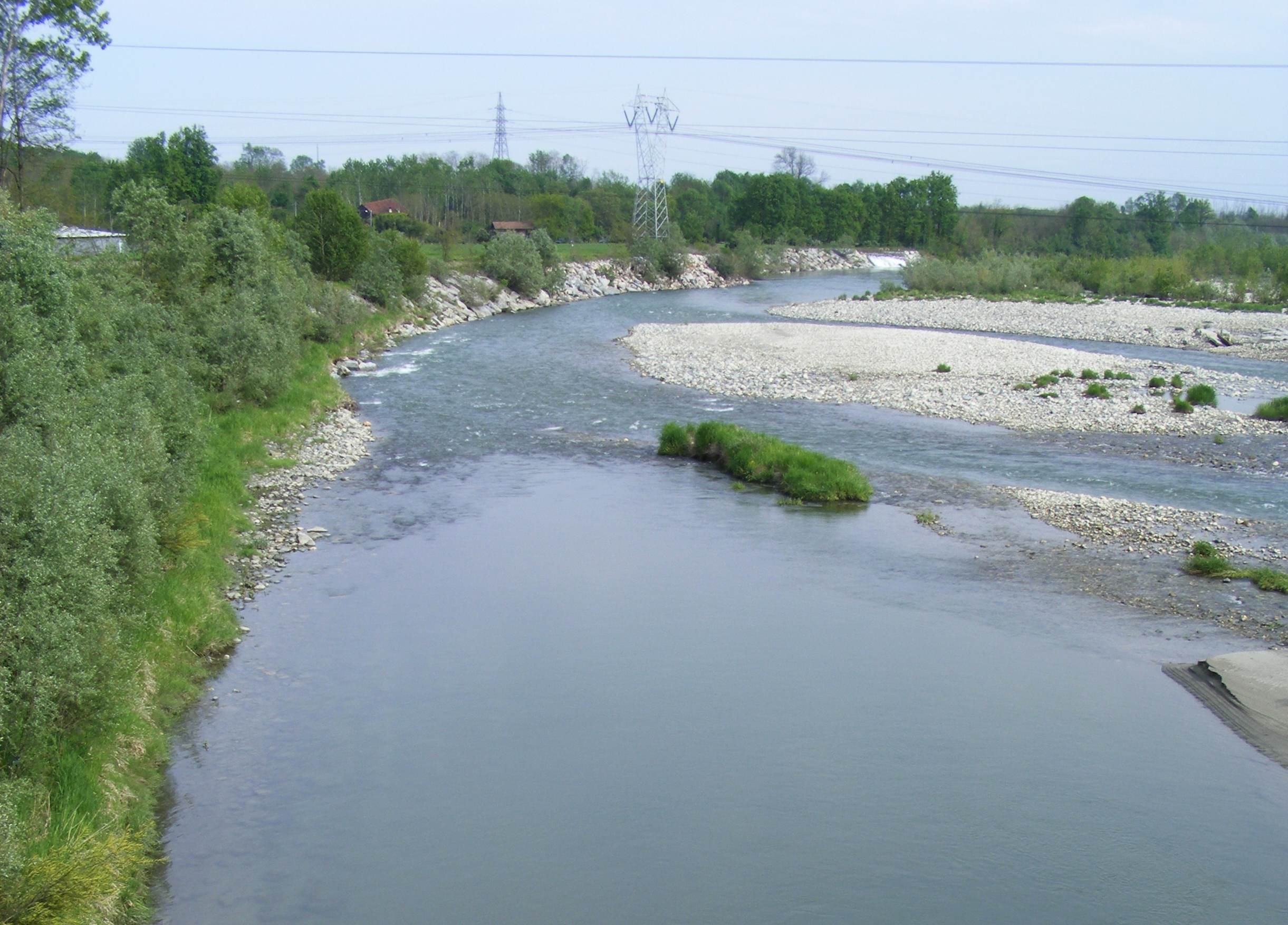
La Dora Baltea nei pressi di Rondissone

È l'unico fiume italiano dal regime nivo-glaciale; la notevole altezza delle montagne presenti nel suo alto corso gli consente (a differenza di tutti gli altri corsi d'acqua italiani) di mantenere una portata molto elevata soprattutto durante l'estate, grazie alle abbondanti acque di scioglimento dei ghiacciai del Monte Bianco e di gran parte di quelli situati in testa ai suoi affluenti.
Un fiume dunque assai ricco d'acqua che presenta anche una certa costanza di regime (ben 110 m³/s il modulo medio presso la foce), estremamente importante anche per il Po che, privato pesantemente prima di questa confluenza di gran parte della sua portata per alimentare il canale Cavour, riesce così a diluire il suo carico inquinante.
Il fiume risulta quasi perennemente di una bella tonalità molto chiara. Ha una velocità di scorrimento dell'acqua molto alta rispetto agli altri fiumi italiani, specie nella parte centrale del suo corso. Corso d'acqua tra i più freddi d'Italia, la Dora Baltea, pur relativamente lunga, non raggiunge mai larghezze importanti poiché i suoi affluenti sono in genere di scarsa rilevanza idrografica rispetto all'asta fluviale principale.

## Alluvioni
Nonostante le peculiarità idrologiche, il 15 ottobre 2000, dopo giorni di fortissime precipitazioni, la Dora Baltea ed i suoi affluenti tracimarono causando una gravissima alluvione in Valle d'Aosta ed in Piemonte, dove sommersero interi paesi e città causando la morte di diverse persone.
La portata della Dora Baltea in tale occasione sfiorò nel basso corso l'eccezionale valore di 3.100 m³/s.

## Sport
Lungo la Dora Baltea si praticano abitualmente sport come la canoa, il rafting e il kayak. I punti più conosciuti in cui si praticano questi sport sono Chavonne, nel comune di Villeneuve, Saluggia sulle chiuse della riserva naturale dell'isolotto del Ritano e Ivrea nel tratto cittadino del fiume, presso lo Stadio della Canoa teatro di importanti manifestazioni nazionali e internazionali.

## Galleria d'immagini

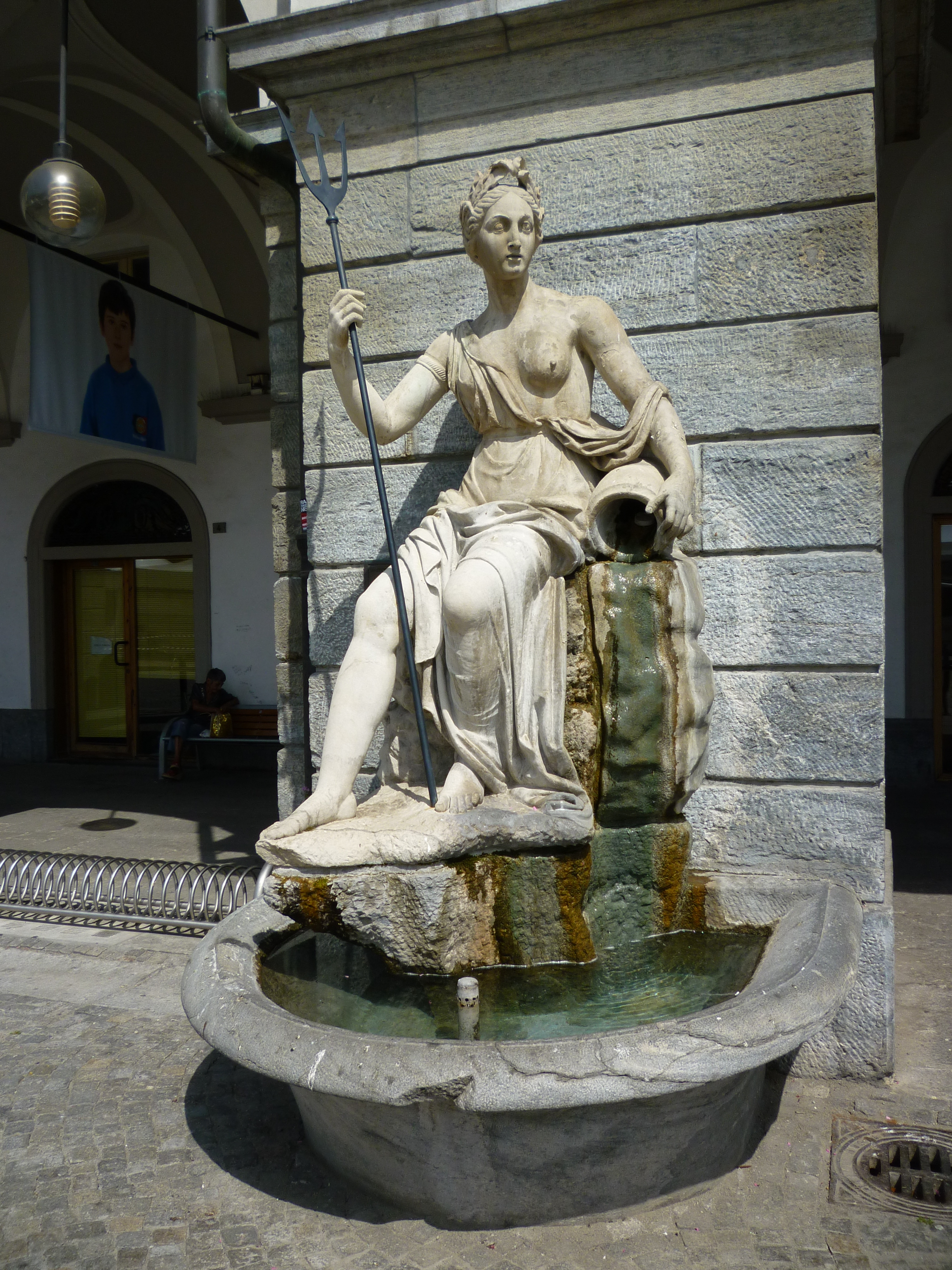
La fontana della Dora Baltea in piazza Émile Chanoux, a Aosta
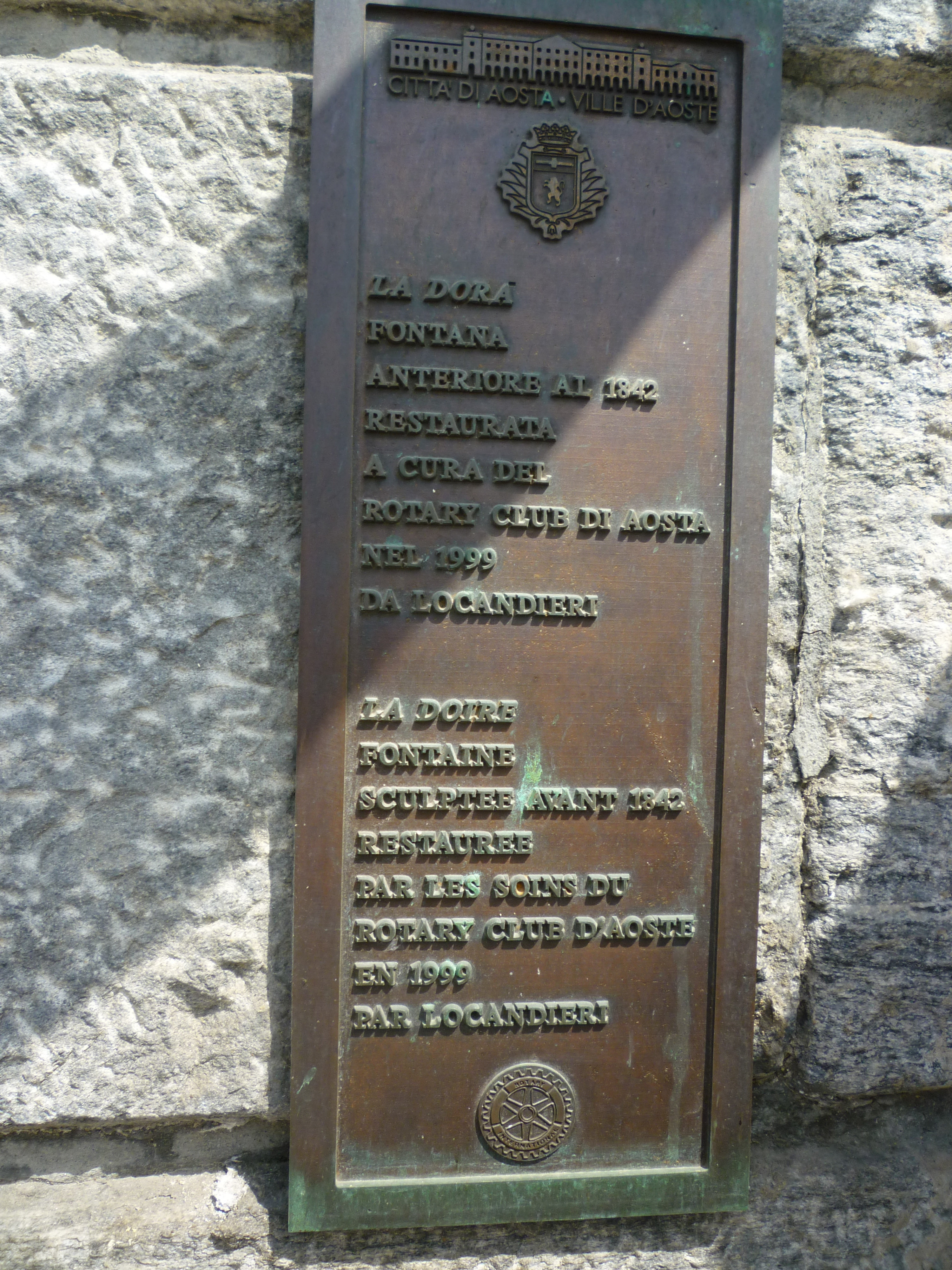
La targa vicino alla fontana, piazza Émile Chanoux
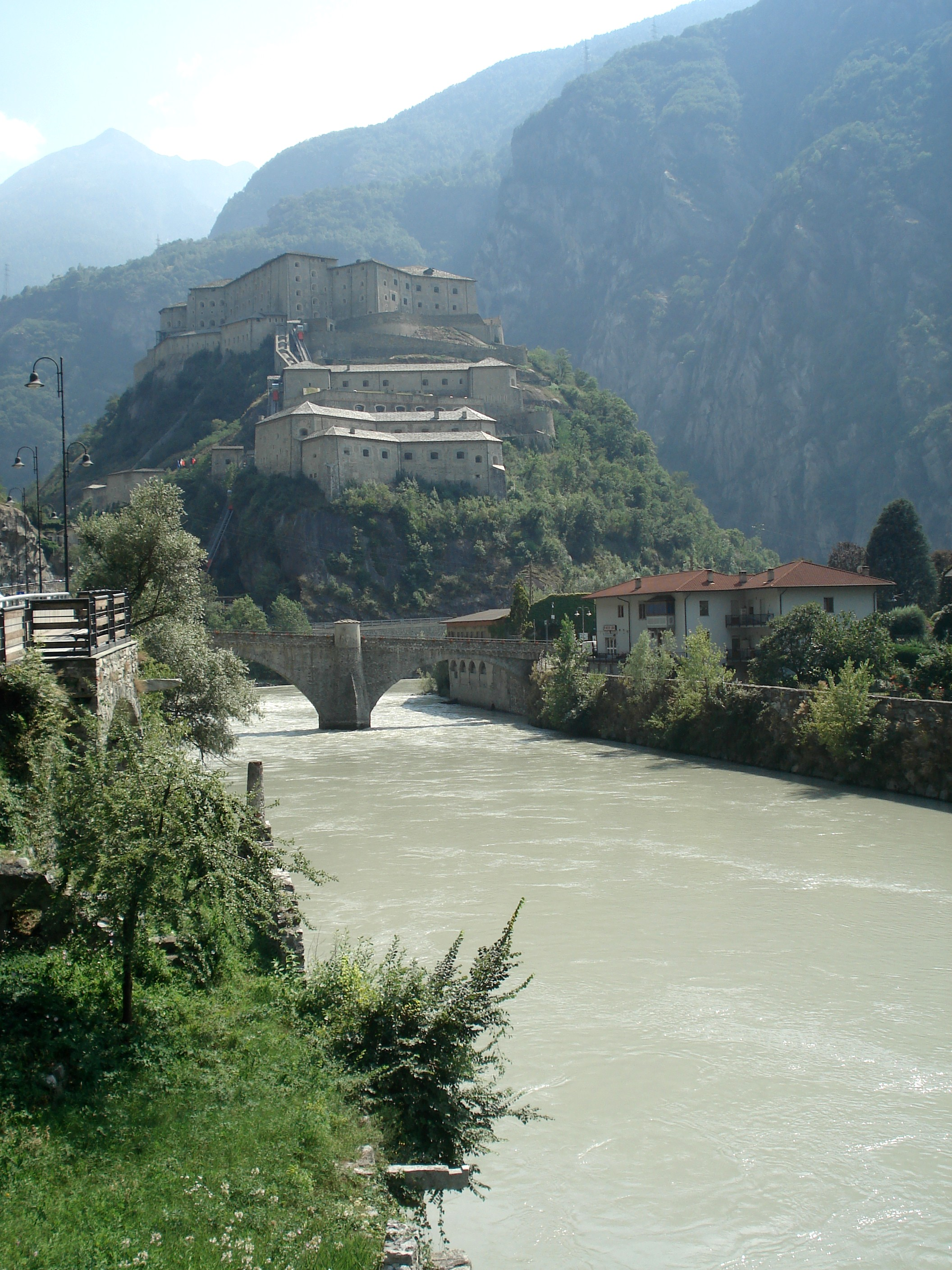
La Dora presso il forte e il ponte di Bard
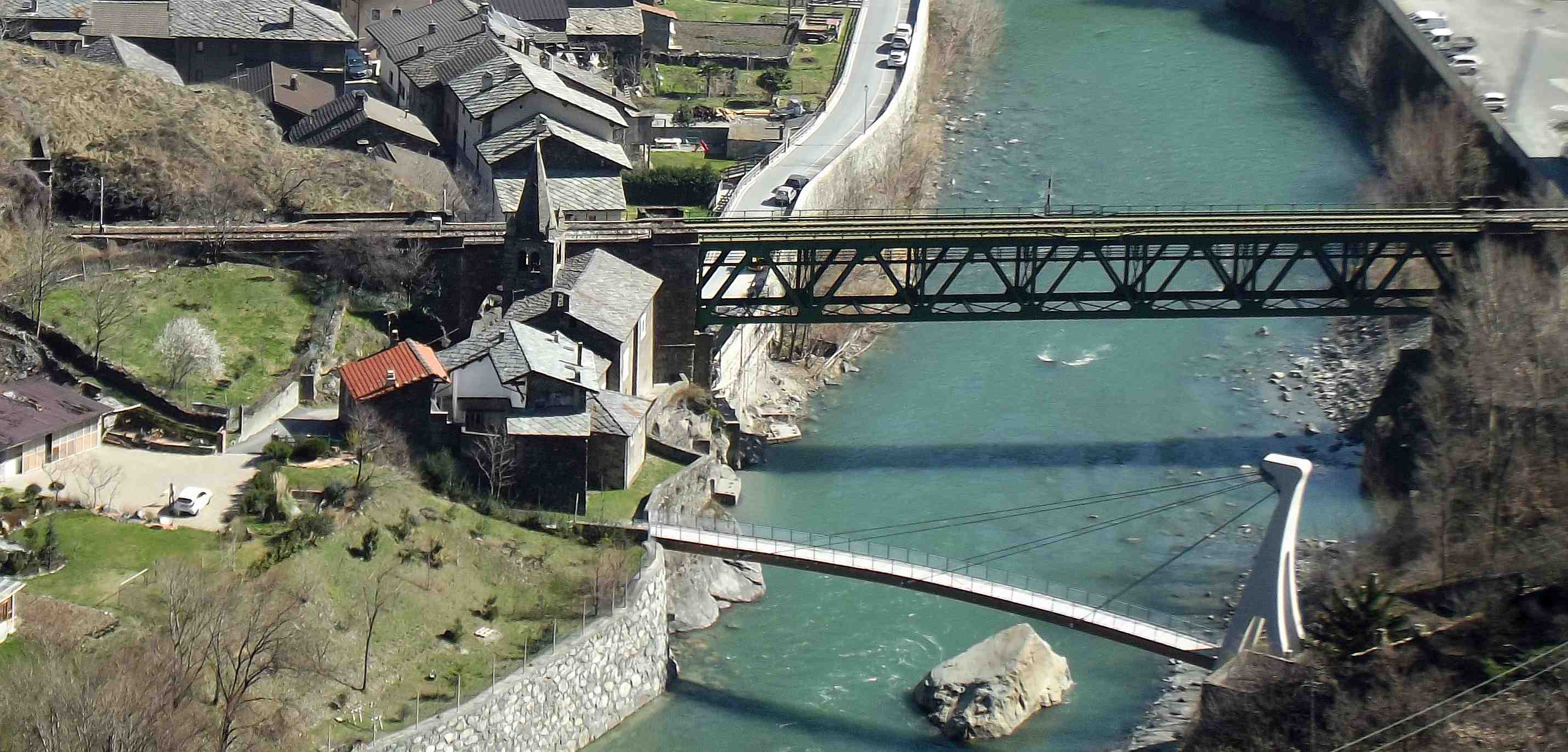
Il ponte sulla Dora della Ferrovia Chivasso-Ivrea-Aosta a Borgo di Montjovet